# Schmier
Marcel Schirmer, poznatiji kao Schmier (Freiburg, Njemačka, 22. prosinca 1966.), njemački je thrash metal-glazbenik. Najpoznatiji je kao basist i pjevač njemačkog thrash metal-sastava Destruction.
Schirmer je jedan od izvornih članova te skupine, no 1989. ju je napustio i osnovao Headhunter. Godine 1999. vratio se u Destruction. Od kolovoza 2021. Schirmer je jedini preostalni izvorni član Destructiona.

## Diskografija
Destruction (1982. – 1989., 1999. – danas)
- Infernal Overkill (1985.)
- Eternal Devastation (1986.)
- Release from Agony (1987.)
- All Hell Breaks Loose (2000.)
- The Antichrist (2001.)
- Metal Discharge (2003.)
- Inventor of Evil (2005.)
- D.E.V.O.L.U.T.I.O.N. (2008.)
- Day of Reckoning (2011.)
- Spiritual Genocide (2012.)
- Under Attack (2016.)
- Born to Perish (2019.)
- Diabolical (2022.)